# Tachichinina
Le tachichinine costituiscono una delle più numerose famiglie di peptidi presenti negli organismi animali. Il nome (da ταχύς = veloce, κίνησις = movimento) deriva dalla loro proprietà di indurre rapidamente  contrazione della muscolatura nel tratto gastro intestinale
.

## Chimica
La famiglia delle tachichinine è caratterizzata dalla sequenza C-terminale  Fenilalanina-X-Glicina-Leucina-Metionina-NH2, dove X può essere un aminoacido, aromatico o uno alifatico.

## Storia
Finora sono state isolate più di 40 tachichinine da tessuti di invertebrati (insetti, vermi, e molluschi), protocordati e vertebrati (pelle, sistema nervoso periferico e centrale). Sebbene la prima tachichinina, la Sostanza P, il prototipo delle tachichinine, sia stata identificata nel lontano 1931 da von Euler e Gaddum, , la sequenza aminoacidica è stata ottenuta solamente nel 1971, molti anni dopo quella della eledoisina, isolata fin dal 1962 dai tessuti di molluschi, e della fisalaemina, isolata dalla pelle degli anfibi. 
Gli studi sugli anfibi sono stati portati avanti soprattutto dal gruppo di Vittorio Erspamer della Università di Roma, che ha isolato sette tachichinine dalla pelle di anfibio, raccolte in due sottofamiglie:
1. tachichinine aromatiche (prototipo fisalemina) e
2. tachichinine alifatiche (prototipo kassinina).

La loro contropartita nei tessuti di mammifero è costituita dai seguenti tre peptidi e da alcuni loro precursori: 
- Sostanza P
- Neurochinina A o Sostanza K
- Neurochinina B o Neuromedina K

## Sintesi
La sintesi delle tachichinine si verifica soprattutto dai neuroni e i peptidi sono liberati dagli assoni. Di recente è stata dimostrata produzione di neuropeptidi anche da cellule extraneuronali, come granulociti eosinofili, macrofagi, linfociti. La produzione delle tachichinine è regolata da due distinti geni:
1. il gene preprotachichinina-I (PPT-I o PPT-A)[6], che codifica per Sostanza P e neurochinina A; e
2. il gene preprotachichinina-II (PPT-II o PPT-B)[7], che codifica per la neurochinina B.

Le preprotachichinine sono poi tagliate in polipeptidi più piccoli.

## Recettori
Sono stati identificati tre  principali sottotipi di recettore delle tachichinine (NK1, NK2, e NK3), appartengono alla famiglia dei recettori accoppiati a proteine G, che si legano rispettivamente alla Sostanza P, alla Neurochinina A e alla Neurochinina B; ma il loro numero probabilmente è destinato ad aumentare. Tali recettori inducono l'attivazione della Fosfolipasi C che, a sua volta, produce l'inositolo 1,4,5-trifosfato e il diacilglicerolo (DAG) per la scissione del fosfatidilinositolo4,5-bifosfato (PIP2).

## Azione farmacologica
Le tachichinine hanno una varietà di effetti diversi, in condizioni fisiologiche e patologiche, che dipendono dall'attivazione dei sottotipi differenti di recettori. Il problema è complicato ulteriormente dalla capacità delle tachichinine di potersi legare, anche se con diversa affinità, a più recettori. 
Tutte le tachichinine sono in grado di eccitare neuroni, dilatare i vasi sanguigni e far contrarre la muscolatura liscia per esempio quella della parete vescicale, uterina o delle vie aeree, ed è uno dei principali mediatori della peristalsi intestinale. Non sono invece ben noti gli effetti sul sistema immunitario, . Gli antagonisti dei recettori NK1, i recettori attraverso i quali agisce la Sostanza P, potrebbero costituire una nuova classe di farmaci antidepressivi.